# Taxe sur les biens de luxe
Une taxe sur les biens de luxe est une taxe ou un impôt sur les biens de luxe, c'est-à-dire des produits qui ne sont pas considérés comme essentiels. Une taxe sur les biens de luxe peut, à l'instar des taxes sur la vente ou de la TVA, représenter un pourcentage sur tous les biens d'un type particulier, néanmoins la taxe sur le luxe n'affectera que les personnes aisées qui sont les plus susceptibles d'acquérir des biens de luxe comme des voitures onéreuses ou des bijoux. La taxe peut aussi ne frapper que les achats dépassant un certain montant : par exemple, aux États-Unis, une taxe est prélevée sur les transactions immobilières qui atteignent une certaine valeur.
Un bien de luxe est par exemple un produit soumis à l'effet Veblen, dont la demande augmente à mesure que le prix augmente. Par conséquent, une taxe sur les biens de luxe peut conduire à favoriser la demande de certains produits. Toutefois, en général, comme une taxe sur le luxe présente, par définition, une élasticité de la demande par rapport au revenu, l'effet de revenu et l'effet de substitution vont éroder la demande d'autant plus intensément que la taxe augmente.